# Салбуурун
Салбуурун — комплексные охотничьи игры с ловчими птицами и собаками, проводящиеся в Кыргызстане. Включает соколиную охоту, стрельбу из лука (иногда конную стрельбу из лука), а также охоту с тайганом. Одна из дисциплин Всемирных игр кочевников.
Салбуурун происходит из кочевой традиции охоты и защиты стада от хищников, таких как волки. Самый зрелищный этап фестиваля — это травля волка собаками киргизской породы — тайганами. Следующий этап фестиваля — охота с беркутами.
Фестиваль направлен «на развитие и пропаганду национального богатства киргизского народа». В буквальном переводе с киргизского языка слово «салбуурун» расшифровывается как «изюминка охотника».

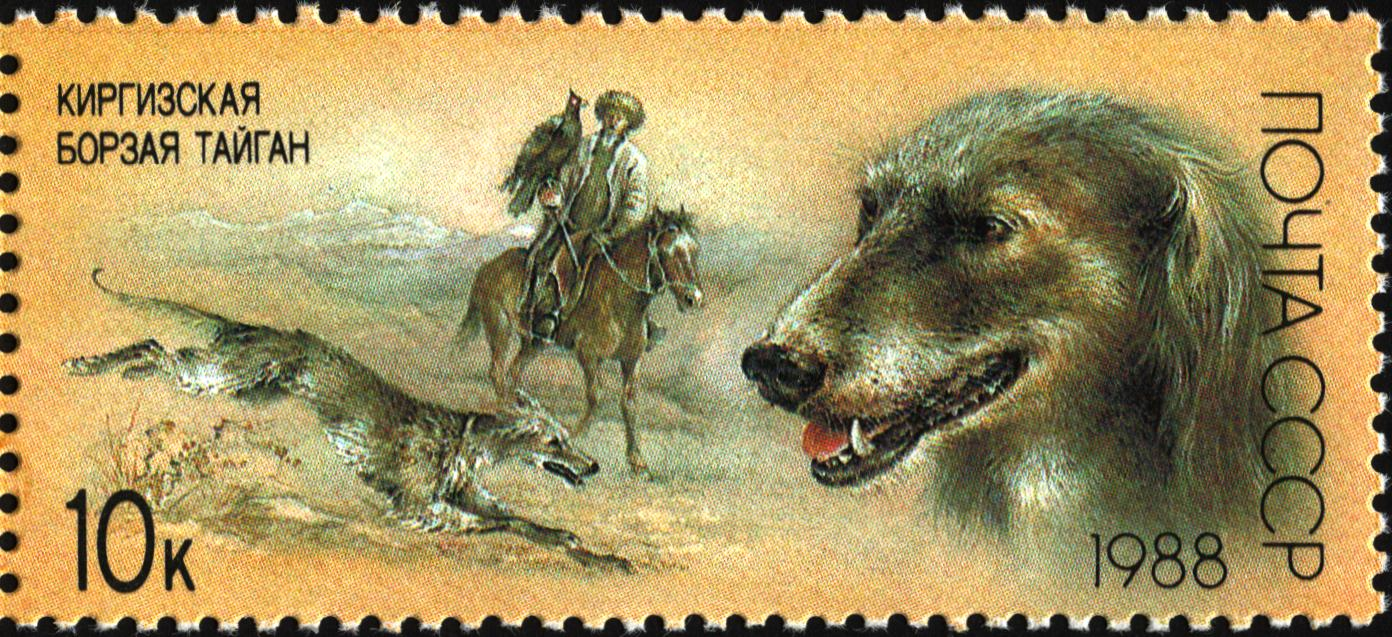
Марка СССР, 1988 год. Всадник со своим тайганом и хищная птица — символы киргизского охотника

## История
Первые игры были проведены в 2006 году в Тонском районе. С тех пор они часто проводились на местах.
В 2010 году организация «Салбуурун» официально зарегистрировались как федерация. Тогда Республиканский центр развития видов национального спорта провёл аккредитацию салбууруна как вида национального спорта. В том же году федерация стала членом организации «IAF» (Всемирная ассоциация соколятников по защите соколов и хищных птиц).
В 2012 году были установлены новые правила. Вместо привязывания волка в центре площадки и травли на него тайганов теперь используются муляжи диких животных. Отказаться пришлось и от практики использования живых голубей и зайцев в соколиной охоте. Их имитируют связки перьев и шкурки.

## Правила
По окончании соревнований победители в различных дисциплинах получают награды. По правилам, если игрок-«салбуурунец» имеет возможность, то участвует во всех видах игр, но победители определяются по каждому виду самостоятельно.

#### Бүркүт салуу — охота с беркутом
Команда состоит из четырёх человек — один руководитель и три беркутчи. Согласно правилам, салбуурун проводится следующим образом: участники испытывают своих беркутов в двух упражнениях — чырга и ундок.
Ундок. В этом состязании беркута усаживают на расстоянии 200 метров от беркутчи. По сигналу судьи беркутчи начинает окликать своего беркута, держа в руках приманку. Здесь оценивается время прилёта беркута к руке беркутчи. По свистку судьи начинается отсчёт времени. Если в течение двух минут беркут не реагирует на голос хозяина, попытка не зачитывается. Каждому участнику разрешается окликать своего беркута один раз, стоя на земле или верхом на коне.
Чырга. В этом состязании каждый беркутчи запускает своего беркута в направлении сделанного из шкуры лисицы муляжа, который на скаку тянет за собой наездник. Беркут должен долететь до муляжа, двигающегося на средней скорости, и схватить его. На пути полёта беркута устанавливаются два флажка. Расстояние между флажками составляет 150 метров. Оцениваются время и скорость полёта птицы между этими флажками. Посредством этого упражнения определяется уровень тренировки беркута. Беркутчи набирает очко. Согласно правилам, охотник может запускать своего беркута лишь один раз.
Победитель в соревнованиях по бүркүт салуу определяется количеством очков, заработанных в ходе двух состязаний. Каждый участник должен выступать в национальной одежде своей страны, кроме того, должен иметь паспорт на ловчих птиц, международный ветеринарный сертификат о вакцинации ловчих птиц и справку от Международной ветеринарной организации СИТЕС.

#### Далба — охота с соколом
Команда состоит из четырёх человек: один руководитель и три хозяина птиц.
В данном виде соревнований оценивается скорость полёта сокола посредством запуска на вабило. Каждому хозяину птицы даётся 3 минуты на испытание своего сокола. В течение этого времени птица должна взлететь и с воздуха имитировать нападение на вабило, который сокольник крутит на верёвке. Вабило изготавливается из перьев куропатки, фазана и голубя, взятых с хвоста и крыльев. Согласно правилам, судьи отмечают, сколько раз сокол прилетел и имитировал нападение на вабило. Победитель определяется посредством наибольшего количества очков.

#### Тайган жарыш — собачьи бега среди породы борзых собак
Команда состоит из четырёх человек: один руководитель и три владельца собак. Резвость собаки определяется скоростью её бега на расстояние 350 метров. Собаки гонятся за муляжом из лисьей или заячьей шкуры, с которым наездник скачет со скоростью 60—65 километров в час, либо муляж тянет специальный механизм. Судьи оценивают время, за которое собаки финишировали первыми. После сигнала судьи каждый раз одновременно выпускают по пять собак. Среди каждой породы борзых проводятся отдельные забеги.
При состязании собак в беге проводятся предварительные, полуфинальные и финальные забеги, в которых определяется их резвость. Если во время забега собаки будут мешать друг другу или одна из них попытается укусить другую, эта собака выбывает из состязания, а собаке, которой помешали, разрешается заново участвовать в состязании.

## Дисциплины
Основные дисциплины фестиваля: «Охота с беркутом», «Охота с гончими», «Состязания тайганов» и «Стрельба из лука».